# 継岡リツ
継岡 リツ（つぎおか -、 （旧姓：丸橋）　1939年 - ）は、日本の洋画家。

## 来歴
神奈川県横浜市生まれ。女子美術大学付属高等学校、女子美術大学洋画科卒業。女子美術大学洋画研究室助手、高崎芸術短期大学教授を経て、文化庁在外特別研究員としてイタリアブレラ美術学院へ留学。
女子美術大学付属高等学校・中学校長（2009年4月 - 2013年3月）、学校法人女子美術大学理事（中等部門担当、2009年5月 - 2013年5月）。女子美術大学大学院美術研究科洋画研究室兼任講師、女流画家協会会員、立軌会同人、日本美術家連盟会員。

## 主な個展
- 紀伊国屋画廊
- みゆき画廊
- ギャラリーモテキ
- セーラムギャラリー（ニューヨーク）

## 主な企画展・グループ展
- 日韓現代美術展
- 現代の眼展
- 21世紀への証言展
- 女子美100周年記念展